# سیاه‌کاج ژاپنی
سیاه‌کاج ژاپنی (نام علمی: Larix kaempferi) نام یک گونه از سرده سیاه‌کاج است.